# Coppa del Re 2002 (hockey su pista)
La Coppa del Re 2002 è stata la 59ª edizione della principale coppa nazionale spagnola di hockey su pista. La competizione ha avuto luogo con la formula della final eight dal 7 al 10 marzo 2002 presso il Pavelló Olímpic di Vic. 
Il trofeo è stato conquistato dal Barcellona per la quattordicesima volta nella sua storia superando in finale l'Igualada.

## Squadre partecipanti
Le squadre qualificate sono le prime otto classificate al termine del girone di andata della División de Honor 2001-2002.
| Club            | Qualificazione                                        |
| --------------- | ----------------------------------------------------- |
| Barcellona      | 1º posto nel girone di andata della División de Honor |
| Igualada        | 2º posto nel girone di andata della División de Honor |
| Voltregà        | 3º posto nel girone di andata della División de Honor |
| Lleida          | 4º posto nel girone di andata della División de Honor |
| Vic             | 5º posto nel girone di andata della División de Honor |
| Liceo La Coruña | 6º posto nel girone di andata della División de Honor |
| Blanes          | 7º posto nel girone di andata della División de Honor |
| Noia            | 8º posto nel girone di andata della División de Honor |

## Risultati

### Quarti di finale
| Squadra 1    | Risultato | Squadra 2       |
| ------------ | --------- | --------------- |
| 7 marzo 2002 |           |                 |
| Barcellona   | 4 - 1     | Noia            |
| Lleida       | 6 - 4     | Vic             |
| 8 marzo 2002 |           |                 |
| Igualada     | 4 - 2     | Blanes          |
| Voltregà     | 2 - 1     | Liceo La Coruña |

### Semifinali
| Squadra 1    | Risultato       | Squadra 2 |
| ------------ | --------------- | --------- |
| 9 marzo 2002 |                 |           |
| Barcellona   | 6 - 4           | Lleida    |
| Igualada     | 3 - 3 (1-0 dtr) | Voltregà  |

### Finale
| Vic 10 marzo 2002 | Barcellona | 3 – 1 | Igualada | Pavelló Olímpic |